# Guembelia ambigua
Guembelia ambigua là một loài Rêu trong họ Grimmiaceae. Loài này được (Sull.) Müll. Hal. mô tả khoa học đầu tiên năm 1851.